# Електромагнитна индукция
Електромагнитната индукция e физическо явление, при което в проводник, движещ се в магнитно поле и пресичайки силовите линии (важен частен случай – в контур, обхващащ изменящо се във времето магнитно поле), се индуктира електродвижещо напрежение (е.д.н.). Трябва да се прави разлика между е.д.н., от една страна, и електрическо напрежение, от друга, които имат различна физическа природа. Електродвижещо напрежение е непотенциално, то възниква за сметка на преобразуването на някакъв вид (обикновено механична) енергия в електрическа, като разделя положителните и отрицателните заряди между полюсите на източника, действайки от „-“ към „+“. Щом има тези разделени заряди, има потенциална разлика, т.е. електрическо напрежение с посока от „+“ към „-“. В източника е.д.н. и електрическото напрежение имат различни посоки, те са противоположни!

## Закон на Фарадей
Майкъл Фарадей е удостоен като откривател на явлението електромагнитна индукция през 1831 г. То е предсказано и от Франческо Зантедеши. През 1829 г. Фарадей открива, че електродвижещото напрежение по затворен контур е пропорционално на степента на промяна на магнитния поток (промяната може да бъде както по големина, така и по посока) през произволна повърхност, заградена от контура. На практика това означава, че електрически ток ще протича във всеки затворен проводник (затворена навивка), когато магнитният поток, минаващ през оградената от проводника повърхност, се променя. Това е в сила при промяна на интензитета на магнитното поле, както и при движение на проводник в последното. На принципа на електромагнитната индукция се основават: действието на генераторите, индукционните мотори (електродвигателите), трансформаторите и повечето електрически машини.
Законът на Фарадей за електромагнитната индукция се записва като:
{\displaystyle {\mathcal {E}}={-{d\Phi _{B}} \over dt}},
където
{\displaystyle {\mathcal {E}}} е електродвижещо напрежение (е.д.н.) във волтове (V)
ΦB е магнитният поток във вебери (Wb)
За често срещаният, но специален случай на намотка от N навивки със същото напречно сечение, Законът на Фарадей за електромагнитната индукция се записва като:
{\displaystyle {\mathcal {E}}=-N{{d\Phi _{B}} \over dt}},
където
{\displaystyle {\mathcal {E}}} е електродвижещо напрежение (е.д.н.), във волти (V)
ΦB е магнтитният поток през единична намотка, във вебери (Wb).
Знакът „-“ отразява принципът на Ленц, който определя посоката на индуктираното е.д.н. по следния начин:
Индуцираното в електрическа верига е.д.н. е винаги с такава посока, че токовете, които то поражда, действат против промяната на магнитния поток, който е възбудител на електродвижещото напрежение.

## Индуктирано от движение е.д.н.
Според закона на Фарадей, е.д.н. се генерира и във верига, която се движи в магнитно поле, което е постоянно във времето. Как се обяснява явлението: ще бъде разгледана проста верига, в която проводящ проводник с дължина l се плъзга по проводяща рамка с U-форма в хомогенно магнитно поле.
За допълнително опростяване се допуска, че магнитното поле е перпендикулярно към равнината, в която е разположена веригата. Нека проводящият проводник се движи с постоянна скорост v в приета посока в равнината. Магнитният поток, обхванат от веригата, е просто произведението между перпендикулярната плътност на магнитното поле (магнитнтата индукция В) и площта на веригата, l.x, където x определя позицията на плъзгащия се проводник. Така,
{\displaystyle \Phi _{B}=Blx}.
Проводящият прът изминава разстояние {\displaystyle \Delta x=v\Delta t} за време {\displaystyle \Delta t}, така за същото време магнитният поток, обхванат от веригата, се увеличава:
{\displaystyle {\Delta \Phi _{B}}=Bl\Delta x=Blv\Delta t}.
От закона на Фарадей следва, че големината на генерираното във веригата е.д.н. се записва като:
{\displaystyle {\mathcal {E}}={-{\Delta \Phi _{B}} \over \Delta t}={B}lv}.
Така индуктираното във веригата електродвижещо напрежение вследствие на движението на проводника е равно просто на произведението на магнитната индукция {\displaystyle B}, дължината на пръта {\displaystyle l} и скоростта на движение на последния {\displaystyle v}. Трябва да се прави разлика между електромагнитна индукция, като физическо явление, и магнитна индукция като физическа величина – силова характеристика на магнитното поле или плътност на магнитния поток.
Ако магнитното поле не е перпендикулярно към веригата, но вместо това сключва ъгъл {\displaystyle \Theta } с перпендикулярното направление към равнината, тогава:
{\displaystyle {\mathcal {E}}={B_{\perp }}lv}
където {\displaystyle B_{\perp }=Bcos\Theta } е перпендикулярната към равнината на веригата компонента на магнитното поле.

## Еднополюсна машина
Еднополюсната машина е електрически генератор, състоящ се от проводящ маховик, който се върти в магнитно поле с един електрически контакт близо до оста на въртене, и друг, разположен близо до периферията на маховика. За разлика от другите видове генератори, изходното напрежение на еднополюсния генератор не може да сменя полярността си, откъдето идва и името на машината (еднополярна или еднополюсна). Разделянето на заряда е в резултат на Лоренцовата сила върху свободните заряди в диска. Движението е ъглово (азимутално), а полето аксиално, следователно електродвижещото напрежение е радиално. Електрическите контакти трябва да са четкови (плъзгащи), което води до големи загуби при малко по стойност генерирано напрежение.
Ако магнитното поле се създава от постоянен магнит, генераторът работи независимо от това дали магнитът е застопорен като статор или се върти с диска. Преди откриването на електрона и законът за силата на Лоренц, този ефект остава необяснен и известен като парадокс на Фарадей.
Еднополюсният генератор е изобретен от Майкъл Фарадей през 1831 и още се нарича Фарадеев диск в негова чест. Той е първото динамо – електрически генератор, използващ магнитно поле. Тази машина е с ниско КПД и не е използвана за практически източник на енергия. Униполярният генератор показва възможностите за генериране на електрическа енергия, използвайки магнетизма, и прокарва пътя на комутационните постояннотокови машини, както и на променливотоковите динамо-машини.
Никола Тесла се интересува от Фарадеевия диск и патентова (както той твърди) усъвършенствана версия на устройството. Неговият патент в САЩ номер 406968 („Динамоелектрическа машина“) описва разположението на два паралелни диска на отделни паралелни оси, съединени като ролка с метален ремък. Това съществено намалило загубите от триене. Във всеки случай няма данни за работата на машината, както и никой друг не се е опитвал да създаде такава.
Дълго след това оригиналният Фарадеев диск е изоставен като практически генератор. Създадена е променена версия, комбинираща магнита и диска в единична въртяща се част (ротор). Понякога за тази конфигурация се използва името „хомополярен“ генератор. Такава машина се използва за генериране на токове с много високи стойности при ниски напрежения, което се прилага при електрическото заваряване, електролизата и изследванията с индукционни оръдия. За приложения с импулсна енергия, ъгловият момент на ротора се използва за съхраняване на енергията за дълъг период и по-нататъшното ѝ освобождаване за кратко време.
Както всяко динамо, Фарадеевият диск преобразува кинетичната енергия в електрическа енергия. Обаче непривично на всички останали динамомашини, тази машина не може да бъде анализирана чрез Закона на Фарадей за електромагнитната индукция. Веригата на Фарадеевия диск е паралелна на вектора на магнитния поток и следователно не обхваща магнитен поток. Следователно законът на Фарадей не е в сила за тази машина.
Вместо това за обяснението на поведението на устройството се използва законът за Лоренцовата сила. Този закон, открит 30 години след смъртта на Фарадей, показва, че силата върху електрона е пропорционална на векторното произведение на скоростта му и вектора на магнитния поток. В геометричен смисъл това означава, че силата сключва прави ъгли със скоростта (ъгловата скорост) и магнитния поток (в аксиално направление), което означава, че силата е в радиална посока. Движението на електрона в радиално направление поражда електрически ток между центъра на диска и ръба на последния.
Има сериозни и объркващи трудности при разясняването на принципа на работа на машината. Ключовата дума в предшестващия параграф е скорост, което води до въпроса: „скорост относителна към какво“. Ако скоростта отнесена към магнита е считана като причина на Лоренцовата сила, тогава обяснението е в противоречие със специалната теория на относителността, която твърди, че е невъзможно да се каже дали равномерното магнитно поле е стационарно или се движи. Това допускане предполага и че, въртейки магнита, а не диска, ще се предизвика протичането на ток, което не се потвърждава от експеримента.
Правилната интерпретация за скоростта на електрона е, че тя е относителна спрямо статичните части на машината, които са плъзгащите контакти, и веригата, към която са свързани. На езика на специалната относителност тези обекти изпълняват ролята на „наблюдател“. Скоростта на електрона, относителна към тези компоненти, е причина електронът да изпитва Лоренцова сила.

## Опит на Херинг (1908)
Даден е С-образен постоянен магнит (виж фигура А). Счита се, че магнитният поток преминава през желязото и въздушния процеп, т.е. пренебрегва се потокът на разсейване. Ако една пружинираща метална (от мед или алуминий) пластина с допрени контактни пера в единия край и контактни клеми в другия се придвижи през възушния процеп от позиция P1 към P2, магнитният поток през пластината (която в случая е намотка от една навивка) се променя и може да се измери индуктираното на клемите напрежение. При придвижване на пластината от позиция P2 до P3 (успоредно на потока) не се наблюдава индуциране на напрежение, тъй като няма промяна на магнитния поток, обхванат от намотката. Ако пластината се придвижи (извади) чрез плъзгане на контактните пера A и B върху бедрото на магнита от позиция P3 до P4 (виж фигура Б), не се измерва никакво индуцирано напрежение, въпреки че потокът, обхванат от пластината, се променя от максималната си стойност до нула. Това може да се разясни със следната формула:
{\displaystyle U_{ind}=\oint _{l}\mathbf {E'} \,dl=-\int _{S}^{}{\frac {\partial {B}}{\partial {t}}}\,d\mathbf {s} +\oint _{l}\mathbf {v} \times \mathbf {B} \,dl}
Първият израз отдясно изчезва, тъй като магнитното поле е постоянно, а вторият израз се записва като {\displaystyle \int _{A}^{B}\mathbf {v} \times \mathbf {B_{0}} \,d\mathbf {l} =0}. Ако се разглежда отправната система на магнита, магнитното поле е {\displaystyle \mathbf {B_{0}} \neq {0}}, но скоростта е нула, няма относително движение на намотката спрямо магнита, тъй като частта на намотката се намира извън зоната на магнита. Ако се разглежда отправна система, прикрепена към намотката, то тогава скоростта {\displaystyle \mathbf {v} \neq {0}}, но {\displaystyle \mathbf {B_{0}} =0}, тъй като частта на намотката е извън полето.

## Приложения
Принципът на електромагнитната индукция се отнася за много устройства и системи:
- Индукционни двигатели (асинхронни машини)
- Електрически генератори
- Трансформатори
- Безконтактно презареждане на батерии
- Електрически котлони с индукционно нагряване
- Индукционно заваряване
- Електромагнитно формоване
- Сензори за магнитно поле